# Westmoreland, Kansas
Westmoreland är administrativ huvudort i Pottawatomie County i Kansas. Orten har fått sitt namn efter Westmoreland County, Pennsylvania. Enligt 2010 års folkräkning hade Westmoreland 778 invånare.